# What About My Dreams?
«What About My Dreams?» (укр. «Як щодо моїх мрій?») — пісня, з якою угорська співачка Каті Волф представляла Угорщину на пісенному конкурсі Євробачення 2011. Композиція отримала 53 бали, і посіла 22 місце .
Композитор пісні — Віктор Раконцай, представляв Угорщину на Євробаченні 1997 року в складі гурту «V.I.P.»